# 1796 au théâtre
| Années du théâtre : 1793 - 1794 - 1795 - 1796 - 1797 - 1798 - 1799    |
| Décennies du théâtre : 1760 - 1770 - 1780 - 1790 - 1800 - 1810 - 1820 |

## Pièces de théâtre représentées
- 2 avril : première de Vortigern and Rowena, pièce de théâtre écrite par William Henry Ireland, faux shakespearien, Londres, théâtre de Drury Lane.

## Décès
- 29 février : Marie-Anne Botot Dangeville
- 8 juin : Jean-Marie Collot d'Herbois